# Квебекська французька
Квебекська французька ( фр. français québécois [fʁɑ̃sɛ kebekwa] ) є панівним різновидом французької мови, якою розмовляють у Канаді, у її формальних та неформальних реєстрах. Це домінантна мова провінції Квебек, яка використовується в повсякденному спілкуванні, в освіті, ЗМІ та уряді.
Канадська французька мова — загальний термін для опису всіх різновидів французької мови, що використовуються в Канаді, включаючи квебекську французьку. Раніше він використовувався для позначення виключно квебекської французької мови та близькоспоріднених діалектів, на яких розмовляють в Онтаріо та Західній Канаді, на відміну від акадійської французької, якою говорять у деяких районах східного Квебеку (півострів Ґаспе), Нью-Брансвіку та в інших частинах Атлантичної Канади.

## Історія
Джерела квебекської французької мови лежать у регіональних різновидах ранньої сучасної французької мови 17-го та 18-го століть, також відомої як класична французька, та інших langues d'oïl (особливо пуйтевінський діалекту, сентонжеський діалекту та нормандської мови), носіями яких були французькі колоністи, що прибули до Нової Франції. Квебекська французька або виникла на основі цієї мовної бази та була сформована наступними впливами (впорядкованими відповідно до історичного періоду), або була імпортована з Парижа та інших міських центрів Франції як койне або спільна зрозуміла мова для людей, які нею розмовляють.

### Нова Франція
На відміну від мови Франції 17-го і 18-го століть, французька в Новій Франції була досить добре уніфікована. Вона почала запозичувати слова з мов корінного населення, особливо місцеві назви, такі як Квебек, Канада та Хочелага, а також слова для опису флори та фауни, такі як atoca (журавлина) та achigan (великоротий окунь).
Важливість річок і океану як основних транспортних шляхів також наклала свій відбиток на французів Квебека. У той час як європейські варіанти французької уживали слова monter і descendre для "ввійти" і "вийти" з транспортного засобу (йде від процесу взаємодії з конем чи каретою), квебекський варіант схиляється до використання embarquer і débarquer (йде від процесу взаємодії з водним транспортом). 

### Правління Британії
З початком британського правління в 1760 році французька мова Квебека відокремилася від європейської французької. Це призвело до збереження старої вимови, наприклад moé для moi ( audio comparisonⓘ audio comparisonⓘ) і виразів, що пізніше зникли у Франції. У 1774 році Квебекський акт гарантував французьким поселенцям як британським підданим право на французьке законодавство, римо-католицьку віру та французьку мову, щоб заспокоїти їх у момент, коли англомовні колонії на півдні були на межі повстання під час Американської революції .

### Кінець 19 століття
Після Канадської конфедерації в 1867 році, у Квебеці розпочалася індустріалізація і, таким чином, відчутно збільшилася кількість контактів між  носіями французької та англійської. Бізнес у Квебеку, особливо з рештою Канади та зі Сполученими Штатами, вівся англійською мовою. Крім того, спілкування з федеральним урядом Канади та всередині нього відбувалося майже виключно англійською мовою. Цей період включав різке зростання кількості іммігрантів із Сполученого Королівства, які розмовляли різними мовами, включаючи англійську, ірландську та шотландську гельську. Це було особливо помітно в Монреалі, який за своїм комерційним життям нагадував більшість англомовних міст, але був переважно франкомовним. В результаті французька мова Квебека почала запозичати слова як в канадської, так і американської англійської, щоб заповнити прогалини в лексиці у сферах державного устрою, права, виробництва, бізнесу та торгівлі. Велика кількість франко-канадців поїхали в США шукати роботу. Повернувшись, вони принесли з собою нові слова, взяті зі свого досвіду на текстильних фабриках Нової Англії та північних лісопереробних таборах.

### 20 століття до 1959 року
Під час Першої світової війни вперше більшість населення Квебеку жила в містах. З часів війни до смерті Моріса Дюплессі в 1959 році провінція пережила масову модернізацію. Саме в цей період у Канаді з'явилося франкомовне радіо і телевізійне мовлення, хоча і з фасадом європейської вимови. У той час як французька мова Квебеку запозичила багато англомовних назв брендів у цей час, перші сучасні термінологічні спроби Квебеку були застосовані до французького лексикону хокею, одного з національних видів спорту Канади. Після Другої світової війни до Квебеку йшли великі хвилі нефранкомовних і неангломовних іммігрантів (алофонів), які опанували французьку або англійську, але найчастіше останню.

### 1959-1982 роки
Від Тихої революції до ухвалення Хартії французької мови французька мова у Квебеку пережила період коли квебекська французька асоціювалася з робітничим класом, в той час відсоток письменних франкофонів з університетською освітою зростав. Закони про статус французів були прийняті як на федеральному, так і на провінційних рівнях. Було створено Квебекську раду французької мови, щоб відігравати важливу роль в підтримці мовного планування. В Онтаріо перші державні загальноосвітні школи з французькою мовою були побудовані в 1960-х роках, але не обійшлося без протистоянь.

## Соціальне сприйняття та мовна політика

### Стандартизація
Хоча квебекська французька є цілісною та стандартною системою, вона не має об’єктивної норми, оскільки сама організація, якій належить її створити, Квебекська рада французької мови, вважає, що об’єктивна стандартизація французької мови Квебеку призведе до зниження взаємної зрозумілості з іншими французькими спільнотами в усьому світі, мовно ізолюючи квебекців і, можливо, спричинить вимирання французької мови в Америці. 
З усім тим, ця урядова установа опублікувала багато словників і термінологічних рекомендацій з 1960-х років, фактично дозволяючи багато канадизмів (canadianismes de bon aloi) або частіше квебецизмів (французькі слова, що є місцевими для Канади або Квебеку), які описують конкретно північноамериканські реалії. Він також створює нові, морфологічно добре сформовані слова для опису технологічної еволюції, на яку Французька академія, еквівалентний орган, що керує французькою мовою у Франції, дуже повільно реагує.
Результатом (на основі багатьох історичних факторів) є негативне сприйняття рис квебекської французької деякими самими квебекцями в поєднанні з бажанням «покращити» свою мову, пристосувавши її до столичної французької норми. Це пояснює, чому більшість задокументованих відмінностей між французькою мовою Квебеку та столичною французькою мовою позначено як «неформальні» або «розмовні». Різні митці та громадяни створюють роботи, які борються з цією реальністю, як-от телевізійні шоу Toupie et binou та Les Appendices. 

### Взаємна зрозумілість з іншими різновидами французької мови
Як згадувалося вище, французька у Квебеку не стандартизована і тому прирівнюється до стандартної французької. Одна з причин цього полягає в тому, щоб підтримувати його відповідно до взаємного розуміння зі столичною Францією. У Квебеку та європейській французькій мові існує континуум повної зрозумілості.   Якщо можна провести порівняння, то відмінності між обома різновидами можна порівняти з відмінностями між стандартною американською та стандартною британською англійською, навіть якщо відмінності у фонології та просодії для останнього є вищими,  хоча американські форми будуть широко зрозумілі завдяки більшому впливу американської англійської в англомовних країнах, зокрема в результаті широкого поширення американських фільмів і серіалів. Було показано, що французька у Квебеку взаємнозрозуміла щонайменше на 93% зі стандартною європейською французькою. 
Деякі квебекці, які подорожують, змінюють свій акцент, щоб їх було легше зрозуміти. Разом з тим, більшість з них здатні легко спілкуватися з європейськими франкофонами.  Європейська вимова зазвичай не складна для розуміння канадцям; лише відмінності у словниковому запасі створюють проблеми. З усім тим, квебекський акцент здебільшого ближчий до акценту Пуату або Нормандії, а також деяких частин Валлонії .
Загалом, франкомовні з Європи без проблем розуміють випуски новин Квебеку чи іншу помірно офіційну квебекську мову. Однак у них можуть виникнути певні труднощі з розумінням неформальної мови, наприклад, діалогу в ситкомі . Це пов’язано більше зі сленгом, ідіомами, лексикою (зокрема, використанням англійських слів) і використанням ексклюзивних культурних посилань, ніж акцентом чи вимовою. Однак, розмовляючи з носієм європейської французької, носій квебекської французької, здатний перейти до трохи більш формального, «міжнародного» типу мови, уникаючи ідіом чи сленгу, так само, як людина з Закарпаття, розмовляючи з носієм літературної української задля кращого взаєморозуміння.
Культура Квебеку лише нещодавно набула поширення в Європі, особливо після Тихої революції (Révolution tranquille). Різниця в діалектах і культурі настільки велика, що носії Квебеку переважно віддають перевагу власним «домашнім» телевізійним драмам чи ситкомам, а не шоу з Європи чи Сполучених Штатів. І навпаки, певні співаки з Квебеку стали дуже відомими навіть у Франції, зокрема Фелікс Леклерк, Жиль Віньо, Кейт і Анна МакГаррігл, Селін Діон і Гару. У Франції також відомий ряд телесеріалів із Квебеку, таких як Têtes à Claques та L'Été indien.  Кількість таких телешоу з Франції, що демонструються на телебаченні Квебеку, доволі невелика, хоча французькі новинні канали France 24, а також франкомовний канал, що базується у Франції TV5 Québec Canada, транслюються в Квебеку.   З усім тим, столичні французькі серіали, такі як «Пригоди Тінтіна» та « Les Gens de Mogador», транслюються та відомі у Квебеку. 
Квебекська французька колись була стигматизована, в тому числі серед деяких самих квебекців, а також серед носіїв французької з колишньої метрополії та серед інших франкомовних у франкофонії. Її вважали діалектом низького класу, ознакою недостатньої освіти або зміною мови через використання англіцизмів та слів/структур зі старої французької, а іноді просто через його відмінності від стандартизованої столичної французької мови.[джерело?]
До 1968 року використання квебекського варіанту не заохочувалося в основних ЗМІ та не часто використовувалося в театральних постановках.  Того року величезний успіх п’єси Мішеля Трембле Les Belles-sœurs виявився поворотним моментом. Сьогодні багато мовців почуваються вільнішими підбирати лексикон під час розмови, а в канадських ЗМІ представлені особи та персонажі, які говорять у спосіб, що відбиває культуру Квебеку та різні реєстри мови.